# Actes de Paul
Les Actes de Paul est un texte du christianisme primitif du IIe siècle qui rapporte des « actes » de saint Paul, l'apôtre. L'ouvrage, composé de trois parties connues de longue date sous la forme de textes indépendants, n'est préservé que par fragments ; le contenu a cependant pu être largement reconstitué. Contrairement à la « geste de Paul » des Actes des Apôtres figurant dans le Nouveau Testament, un seul voyage missionnaire y est relaté : il conduit Paul depuis Damas vers l'Asie Mineure, la Macédoine, la Grèce et à Rome, et se caractérise par de nombreuses étapes intermédiaires et des récits de miracle. La prédication de Paul est principalement constituée d'appels à la chasteté et de la proclamation de l'espérance de la résurrection.

## Histoire du texte

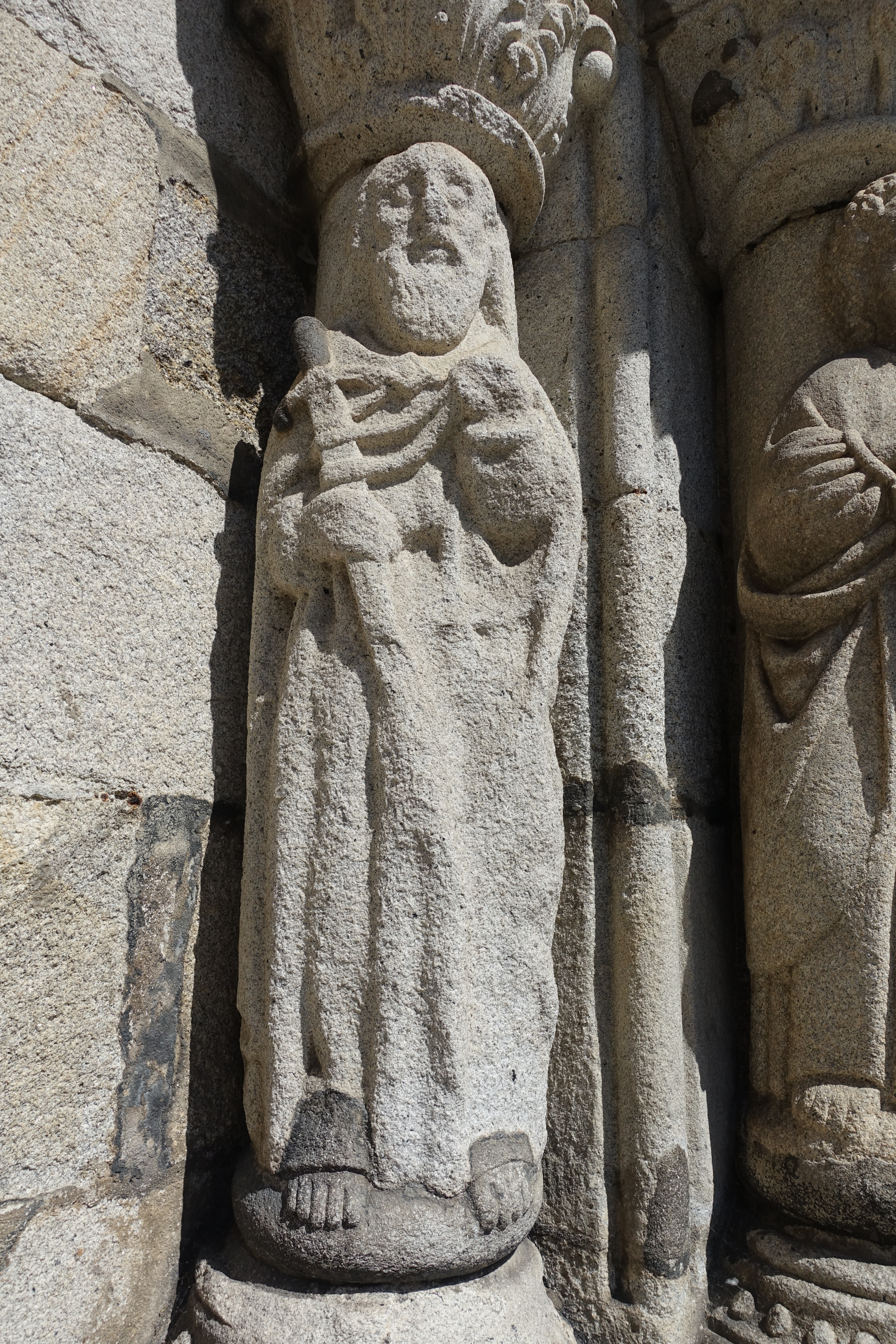
Saint Paul. Cathédrale de Viana do Castelo (Portugal).

Hippolyte de Rome se réfère aux Actes de Paul dans les années 190. Tertullien croit savoir que son auteur est un prêtre qui les composa dans la province romaine d'Asie et qui, d'après lui, aurait été excommunié pour cela, ou du moins déchargé de son office,,.
On connaissait depuis longtemps les trois textes qui constituent ces Actes de Paul, sous forme d'écrits indépendants apocryphes: les Actes de Paul et Thècle (connus par de nombreux manuscrits grecques, par cinq versions latines et par plusieurs autres dans des langues orientales), une Troisième Épître aux Corinthiens (en) (échange de lettres apocryphes entre Paul et l'église des Corinthiens, censées avoir été écrites à Philippes et à Corinthe) connues dès le iiie siècled dans une version latine, et un Martyre de Paul, connu en grec, latin, copte, entre autres langues.
En 1897 que le coptologue Carl Schmidt (en) découvrit un lot de manuscrits coptes de l'histoire de Paul et Thècle, insérés dans un ouvrage beaucoup plus important intitulé Actes de Paul. En 1905 il publiait une recherche démontrant que trois écrits connus depuis longtemps étaient dérivés de ces Actes de Paul, hypothèse qui fut confirmée par l'édition de cet ouvrage que donna Léon Vouaux en 1913 (v. bibliographie),. En 1936, le même C. Schmidt publia un d'un papyrus grec, dit « de Hambourg », comprenant onze pages de manuscrit, a révélé une grande partie du texte grec et est venu pleinement confirmer cette hypothèse.

## Contenu

### LesActes de Paul et Thècle

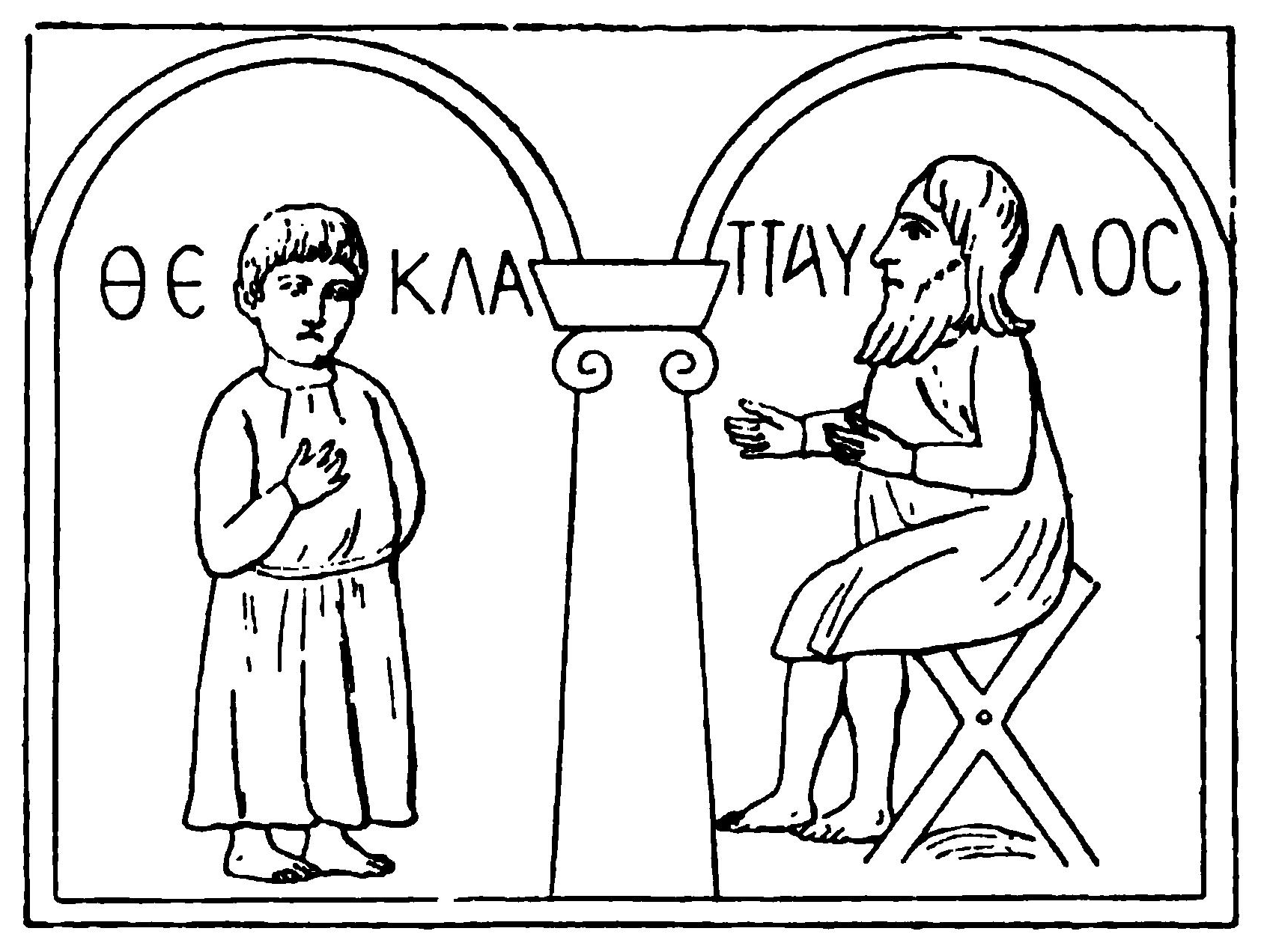
Gravure d'un bas-relief montrant Thècle écoutant Paul prêcher (in Josef Strzygowski, Das Etschmiadzin-evangeliar, Vienne, 1891, p. 6).

Il s'agit de l'histoire de la rencontre entre Paul, venu à Iconium chez son ami Onésiphore, et Thècle, jeune païenne qui habite dans la maison voisine.
Celle-ci entend les prédications de Paul, qui la bouleversent et la poussent à la conversion. Mais cela implique qu'elle renonce au mariage et préserve sa virginité. Cette décision est vivement combattue par Théocléia, sa mère, et Thamyris, son fiancé. À partir de là, Thècle va être soumise par deux fois à la peine de mort, mais grâce à la miraculeuse intervention divine, elle échappe au martyre, et vivra longtemps à Séleucide, où elle transmettra jusqu'à sa mort la parole de Dieu. La fin de cette partie raconte la suite des voyages de Paul à Myre, Sidon et Tyr.

### L'Épîtreet leMartyre
La deuxième partie des Actes de Paul est constituée par la correspondance que Paul aurait rédigée à Philippes et qu'il adresse aux Corinthiens pour qu'ils luttent contre les propos de deux hérétiques, Simon et Cléobius, niant la création du monde par Dieu, l'incarnation de Dieu en Jésus, et la résurrection des corps. Ces lettres furent connues dès le iiie siècle dans leur version latine par l'Église de Syrie et celle d'Arménie, qui les reconnurent comme authentiques. La dernière partie raconte la prédication de Paul à Rome, son action dans cette ville, et son martyre sous Néron.